# Міннертсга
Міннертсга (нід. Minnertsga, нід. вимова: [ˈmɪ.nərtsˌɣaː]) — село в нідерландській провінції Фрисландія. Входить до муніципалітету Вадхуке.
Його площа становить 12,03км², а населення станом на 2021 рік складало 1 740 осіб.
Перша згадка про населений пункт датується 13-им сторіччям.

## Галерея

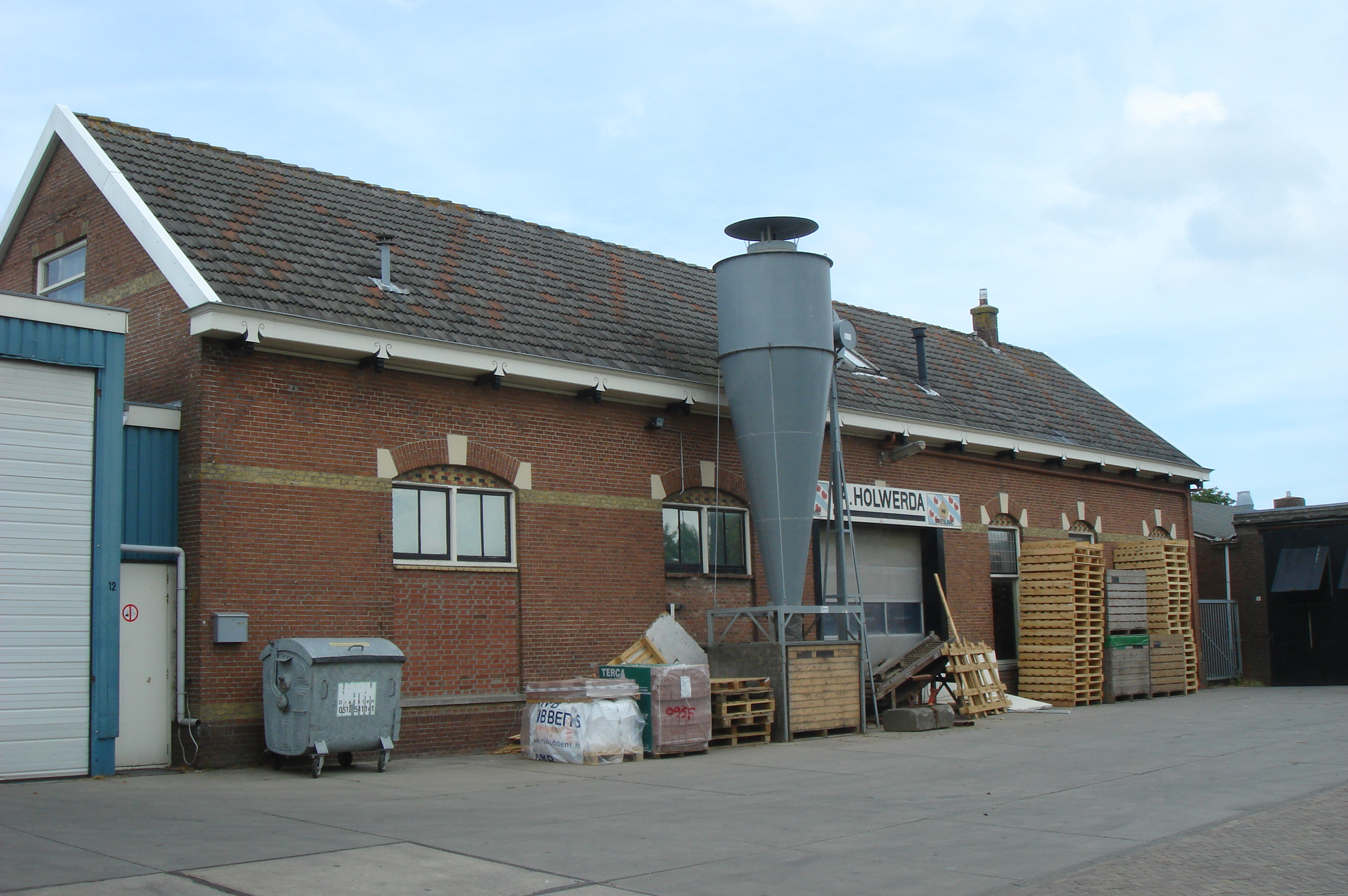
Будівля колишньої залізничної станції
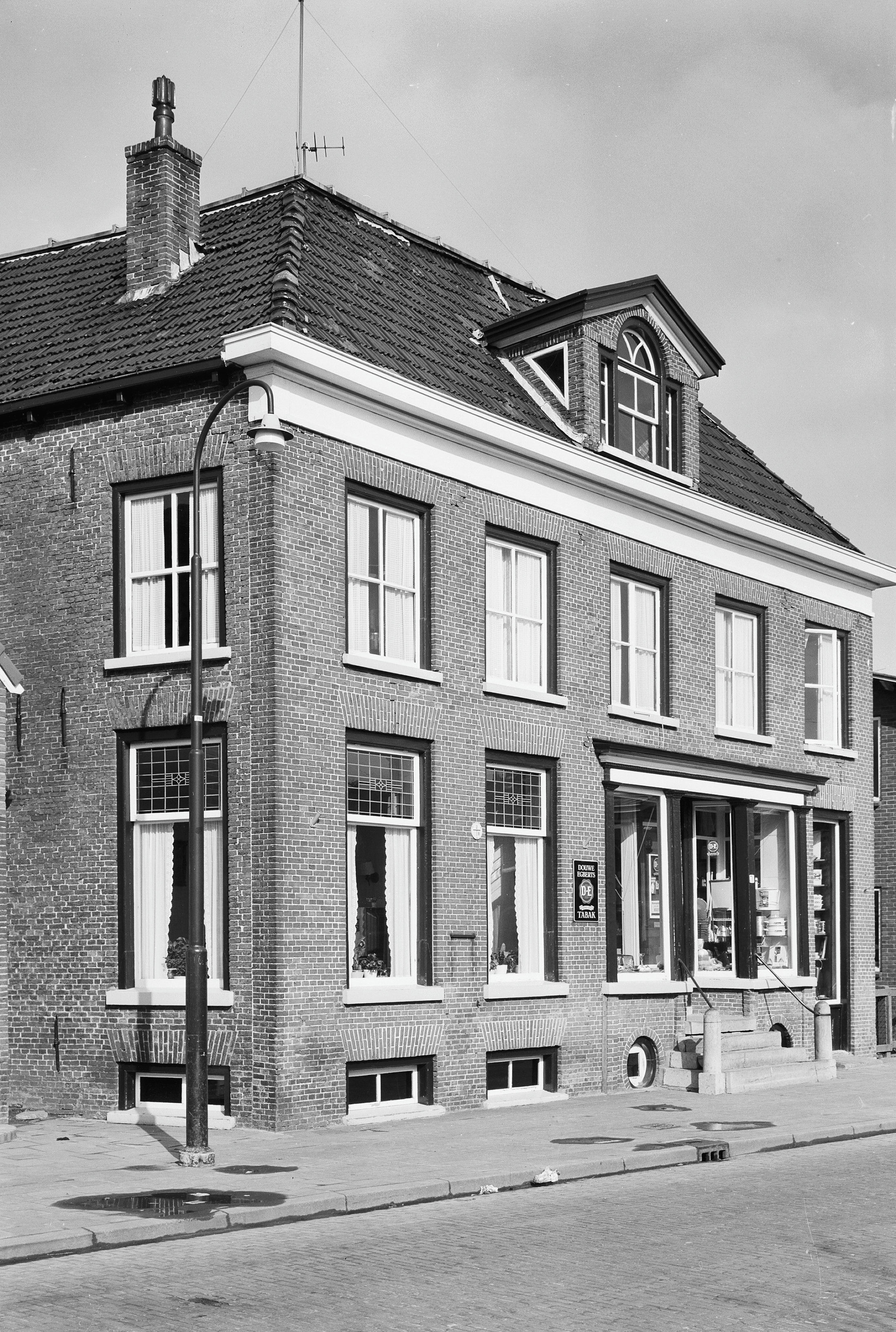
Сільський будинок (1968)
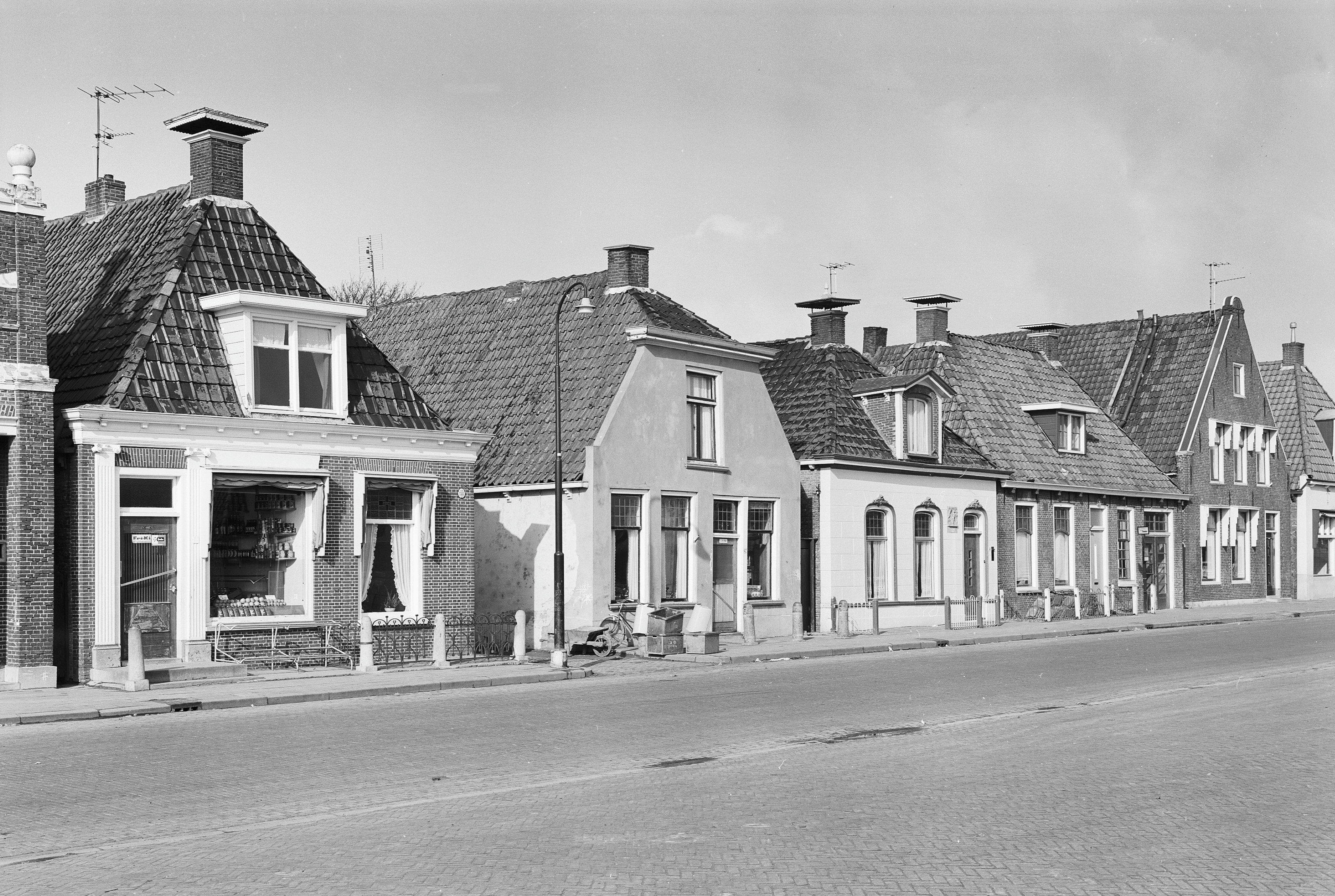
Вулична панорама (1968)